# Neoplatyura fraudulenta
Neoplatyura fraudulenta är en tvåvingeart som beskrevs av Loïc Matile 1982. Neoplatyura fraudulenta ingår i släktet Neoplatyura och familjen platthornsmyggor. Inga underarter finns listade i Catalogue of Life.